# Vitmossjön
Vitmossjön är en sjö i Köpings kommun i Västmanland och ingår i Norrströms huvudavrinningsområde.